# 徳川幕府県治要略
『徳川幕府県治要略』（とくがわばくふけんちようりゃく）は、安藤博が編纂して1915年に赤城書店から出版した、江戸幕府の直轄地における代官の業務について詳細に記した書籍。検地の図など挿画も多く、江戸時代後期における幕府の地方統治の実態を伝える資料として重要な文献のひとつとされている。
内容は、「県治、吏員、管轄地、官庁、経費、職務、旅行」、「土地、租税、検地、貢租、質地、貸与、貯穀、官簿、民簿、訴訟刑罰」など多方面にわたっている。
安藤博は、幕末に関東郡代手付役を務めた人物と推測されているが、明治維新後には、静岡藩や大蔵省に官吏として勤めていたという。安藤は、かつての幕府による地方統治の実態が誤って伝えられている状況を嘆き、自身の手控えなどをもとに本書を編んだとされる。
1965年、柏書房から復刻版が出版され、以降、数次にわたり復刻されている。同年には、瀧川政次郎の解説を付した翻刻本も青蛙房から出版され、後に再刊もされている。